# Lawrence Krauss
Lawrence Maxwell Krauss, född den 27 maj 1954 i New York, är en amerikansk akademiker och populärvetenskaplig författare som tidigare varit professor i astrofysik vid Arizona State University. År 2019 slutade Krauss på grund av anklagelser om sexuella trakasserier. Han har skrivit flera bästsäljande böcker och ett av hans mest framstående verk är Ett universum ur ingenting.

## Biografi
Familjen flyttade efter Krauss födelse till Toronto, och han kom att tillbringa sin barndom i Kanada. Han gifte sig med Katherine Kelley 1980 och paret fick dottern Lilli. Han tog en lägre akademisk examen i matematik och fysik vid Carleton University och fick sin Ph.D. från Massachusetts Institute of Technology 1982. 1985 blev han lektor ("assistant professor") vid Yale University och 1988 försteamanuens ("associate professor"). Som professor i astronomi och dekanus i fysikinstitutet vid Case Western Reserve University under perioden 1993 till 2005, blev han kallad fysikens svar på Ambrose Swasey. Mellan 2008 och 2019 var han anställd på Arizona State University.

## Kontroverser
Krauss är en flitig deltagare i olika samhällsdebatter och är där känd för sin aktiva debattstil där han går hårt åt både moderatorer, mot- och meddebattörer, vilket har lett fram till kritik från en del håll om att han är ovederhäftig som debattör.
År 2018 uppdagades flera anklagelser mot Krauss för sexuella trakasserier på arbetsplatsen av kvinnliga kollegor. Universitetet utredde frågan och kom fram till att han hade brutit mot universitetets policy mot sexuella trakasserier. Krauss ska bland annat ha fällt sexistiska kommentarer och tagit kvinnliga medarbetare på brösten, vilket han själv senare förklarade som skämt, men Krauss valde själv att avsluta sin anställning och gå i pension 2019.

## ID-kritik
Krauss är en aktiv motståndare till intelligent design-rörelsen i USA. Under en protestmarkering vid öppningen av det (ung jord-) kreationistiska "Skapelsemuseet" i Kentucky sommaren 2007, höll han en av de många appellerna. Han kritiserade museet för att sprida vetenskaplig osanning under förevändning av att vara ett museum. «Att förleda barn till att tro att vetenskap bara är en historia, på liknande linje som alla andra historier, är att håna de framsteg som gjorts i vetenskapens namn och att undergräva vetenskaplig metod.» hävdade han.

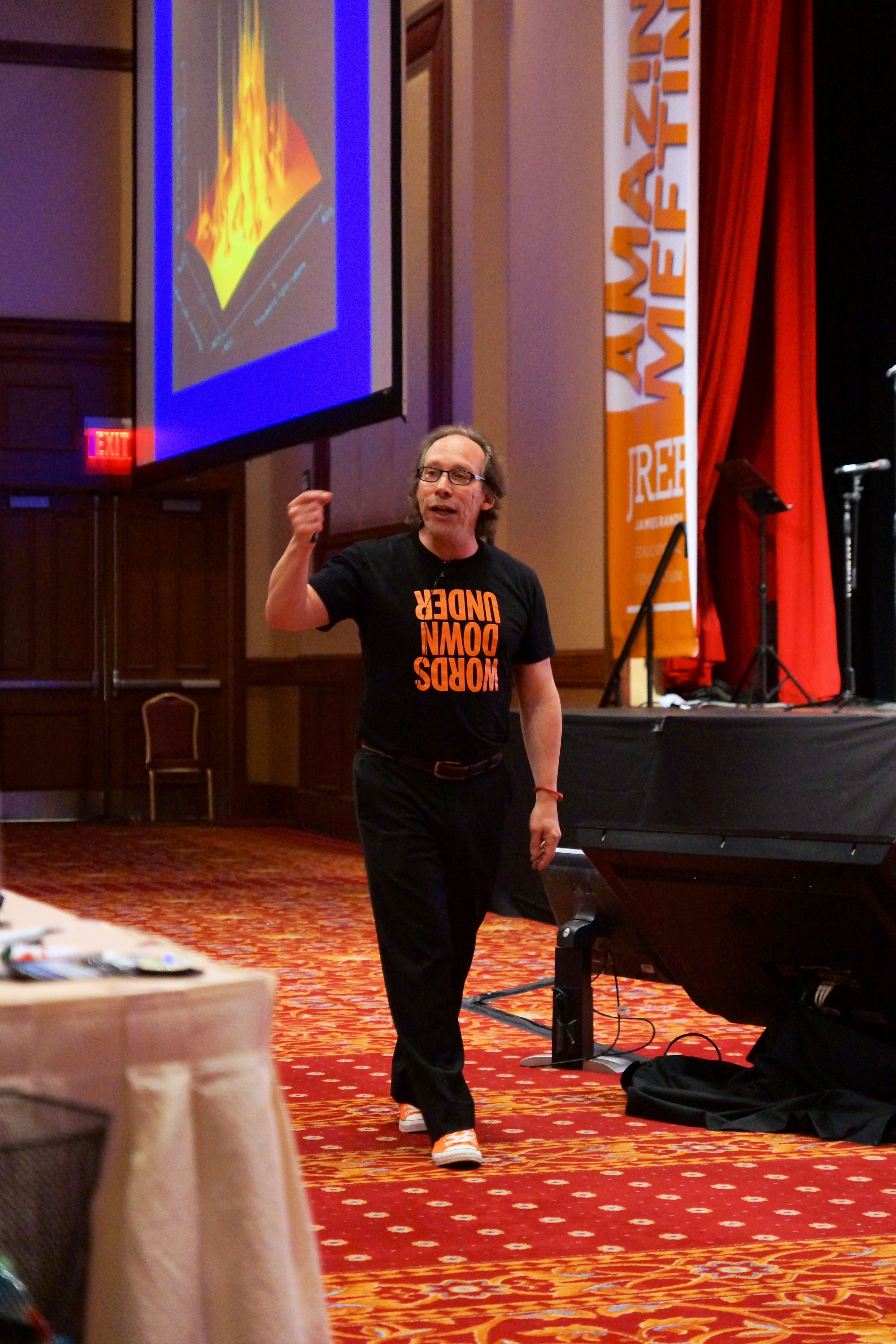
Krauss föreläser om kosmologi på TAM 2012

## Utmärkelser
- Gravity Research Foundation First prize award (1984)
- Presidential Investigator Award (1986)
- American Association for the Advancement of Science's Award for the Public Understanding of Science and Technology (2000)
- Julius Edgar Lilienfeld Prize (2001)
- Andrew Gemant Award (2001)
- American Institute of Physics Science Writing Award (2002)
- Oersted Medal (2003)
- American Physical Society Joseph P. Burton Forum Award (2005)
- Center for Inquiry World Congress Science in the Public Interest Award (2009)
- Helen Sawyer Hogg Prize of the Royal Astronomical Society of Canada and the Astronomical Society of Canada (2009)

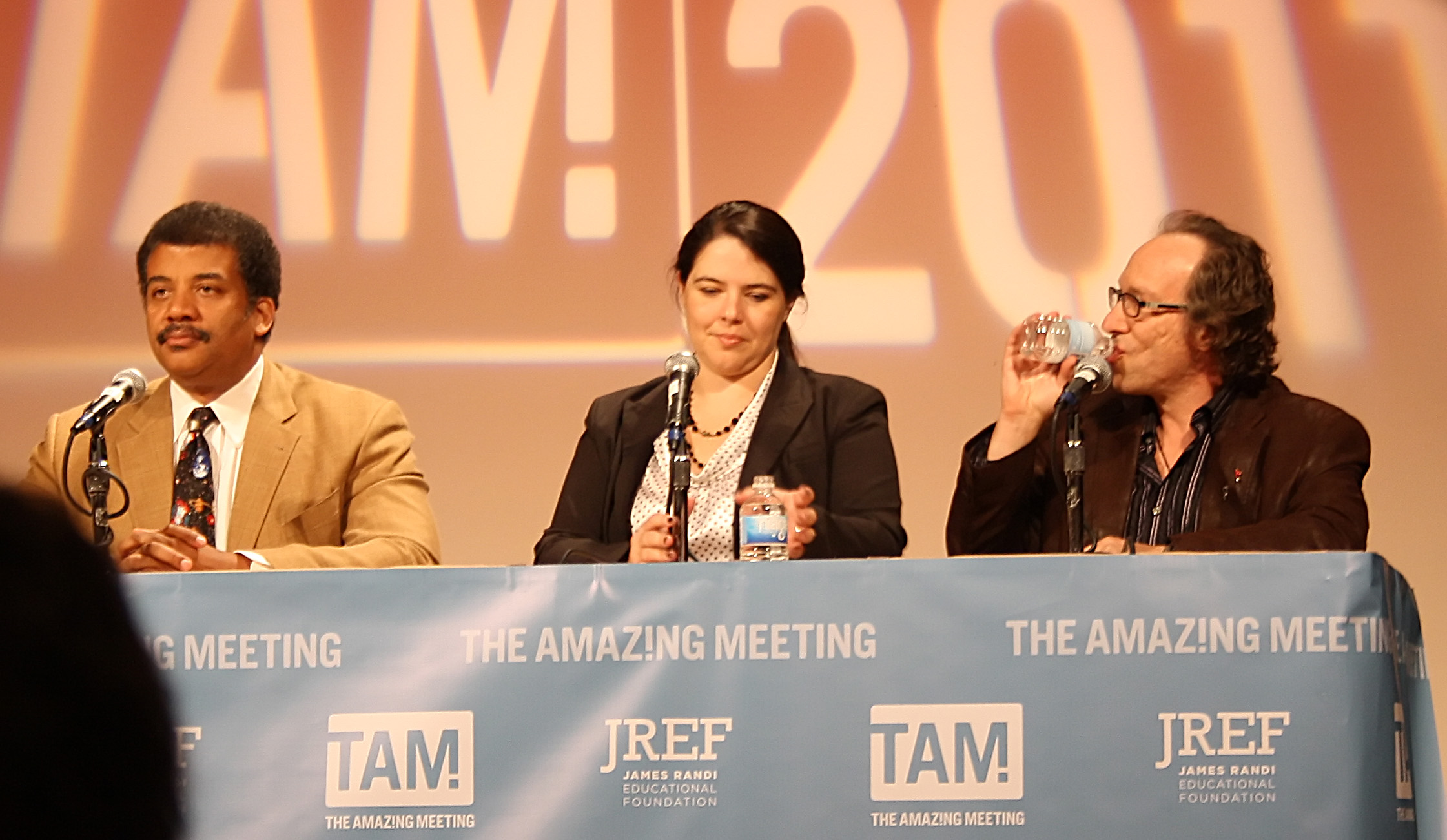
Krauss (höger) på TAM 2011, med Neil deGrasse Tyson och Pamela Gay.